# Cazierius neibae
Espèce
Cazierius neibae est une espèce de scorpions de la famille des Diplocentridae.

## Distribution
Cette espèce est endémique de République dominicaine. Elle se rencontre dans les provinces de Baoruco et d'Independencia entre 150 et 1 076 m d'altitude  dans la Sierra de Neiba.

## Description
Le mâle holotype mesure 21,67 mm et les femelles paratype de 26,60 à 32,55 mm.

## Étymologie
Son nom d'espèce lui a été donné en référence au lieu de sa découverte, la Sierra de Neiba.

## Publication originale
- Kovařík & Teruel, 2014 : Three new scorpion species from the Dominican Republic, Greater Antilles (Scorpiones: Buthidae, Scorpionidae). Euscorpius, no 187, p. 1–27 (texte intégral).